# Богале
Богале́ (бирм. ဘိုကလေးမြို့) — город на юго-западе Мьянмы, на территории административного округа Иравади. Входит в состав района Пхьяпоун.

## История
В 2008 году город пострадал от тропического циклона Наргис, обрушившегося на Мьянму в ночь со 2 на 3 мая.

## Географическое положение
Город находится в северо-восточной части провинции, на берегу одного из рукавов дельты реки Иравади, на расстоянии приблизительно 387 километров к юго-юго-западу (SSW) от столицы страны Нейпьидо. Абсолютная высота — 20 метров над уровнем моря.

## Население
По данным официальной переписи 1983 года, население составляло 41 890 человек.
Динамика численности населения города по годам:
| 1983   | 2013   |
| ------ | ------ |
| 41 890 | 40 223 |